# La Cérémonie de la Fondation de la Nation
La Cérémonie de la Fondation de la Nation ou La Fondation de la Nation (chinois : 开国大典 ; pinyin : Kāiguó Dàdiǎn) est une peinture à l'huile réalisée en 1953 par l'artiste chinois Dong Xiwen. Le tableau représente Mao Zedong et d'autres dirigeants communistes inaugurant la république populaire de Chine, la place Tiananmen à Pékin, le 1er octobre 1949. C'est l'une des œuvres les plus célèbres de l'art chinois officiel. La peinture a été modifiée à plusieurs reprises, au gré des dirigeants, représentés sur le tableau, tombés en disgrâce ou éliminés et pour certains ultérieurement réhabilités.

## Présentation par le musée national de Chine
Selon le musée national de Chine, la création de ce tableau, en 1953,  de la Cérémonie de la Fondation de la Chine a coïncidé avec le mouvement de la peinture de la nouvelle ère qui a débuté en 1949. En intégrant de nouveaux éléments populaires de l'époque dans les peintures traditionnelles chinoises, Dong Xiwen réussit cette présentation d'un grand événement historique dans un style vif. Dans ce tableau, une joyeuse ambiance festive est créée à travers le tapis rouge, les colonnes, les lanternes et les drapeaux sur la place Tian'anmen. La couleur rouge symbolise aussi l'importance de  la cérémonie, qui présente le grand thème de la Fondation d'un pays. La couleur pure, qui contraste fortement avec le « ton gris des peintures traditionnelles occidentales », et les motifs sur le tapis, les lanternes, les colonnes et le garde-corps, qui sont métaphoriques des symboles culturels typiques, concourent  ensemble pour former un style intégrant des symboles chinois.
La cérémonie de Fondation est sans aucun doute l'un des travaux les plus influents sur les événements historiques importants. Comme l'a commenté l'artiste Jin Shangyi, ce travail a non seulement répondu aux besoins politiques de l'époque, mais aussi incarne habilement le monde intérieur du peintre et sa poursuite artistique.

## Historique
La Fondation de la Nation (Kaiguo dadian) a été créée en 1953. Elle montre un certain nombre de dirigeants, le devenir de la peinture était lié au devenir politique de ces dirigeants. Au cours des années, Dong Xiwen devait peindre trois nouvelles versions, afin d’apporter son interprétation artistique en fonction de la situation politique. Dans les années 1950, Gao Gang dû être retiré de la première ligne des dirigeants. En 1972, Dong, bien que gravement malade, a été contraint de peindre la quatrième version, pour supprimer certaines personnes, dont Liu Shaoqi, qui a été éliminé pendant la révolution culturelle. L’artiste qui a aidé à Dong Xiwen dans cette version était Zhao Yu. Une fois la Révolution culturelle terminée, une nouvelle version a dû être créée, il s'agissait en fait de restaurer l’original.
Après la mort de Dong Xiwen en 1973, des artistes tels que Jin Shangyi, ont repris la charge de modifier le tableau selon les fluctuations politiques. La dernière version de la peinture - la huitième - est incluse dans la collection du Musée de la révolution chinoise à Pékin.